# Nombre quàntic principal
En mecànica quàntica, el nombre quàntic principal (amb símbol n), és un dels quatre nombres quàntics necessaris per a descriure l'estat de cada electró d'un àtom. Els valors que pot prendre són els nombres naturals. A més del nombre quàntic principal, els altres nombres quàntics necessaris per a descriure l'estat d'un electró són el nombre quàntic azimutal ℓ, el nombre quàntic magnètic ml i el nombre quàntic d'espín s.

## Introducció històrica
La idea de nombre quàntic principal es va fer servir per primer cop dins del model atòmic semiclàssic de Bohr. Aquest nombre distingia entre els diferents nivells d'energia però, malgrat aquest model es va substituir per una teoria d'orbitals atòmics més complexe d'orbitals atòmics, el concepte es va mantenir degut a la similitud en el seu significat en ambdós casos.

## Derivació
Per descriure l'estat d'un electró dins d'un àtom, són necessaris quatre nombres quàntics. Aquests quatre nombres quàntics (n, ℓ, m, i s) especifiquen de forma completa, unívoca i única l'estat quàntic d'un electró en un àtom i, per tant, la seva funció d'ona. Degut al principi d'exclusió de Pauli, dos electrons d'un àtom no poden tenir els quatre nombres quàntics iguals. En resoldre l'equació de Schrödinger es pot descompondre en tres equacions que condueixen als tres primers nombres quàntics. En conseqüència, aquests tres nombres quàntics estan molt interrelacionats entre ells. En concret, el nombre principal quàntic sorgeix de la solució de la part radial de l'equació.
De l'equació de Schrödinger s'obtenen els estats propis que depenen dels tres nombres quàntics n, ℓ i m amb els seus corresponents nivells d'energia En, valors reals que depenen només de n. Aquests nivells d'energia venen donats per l'expressió:
{\displaystyle E_{n}=-{\frac {\mu Z^{2}e^{4}}{(4\pi \epsilon _{0})^{2}2\hbar ^{2}n^{2}}}={\frac {E_{1}}{n^{2}}}={\frac {-13.6{\text{ eV}}}{n^{2}}},\quad n=1,2,3,\ldots }
on {\displaystyle \mu } és la massa reduïda {\displaystyle \mu ={\frac {Mm_{e}}{M+m_{e}}}}, {\displaystyle Z} és el nombre atòmic del nucli, {\displaystyle \epsilon _{0}} és la permitivitat al buit, h és la constant de Planck ({\textstyle \hbar } és la constant de Planck reduïda {\textstyle \hbar ={\frac {h}{2\pi }}}) i n pren valors enters positius.
El concepte de nivell d'energia i la seva notació es varen prendre del model atòmic de Bohr. En aquest model, les òrbites permeses eren calculades dels valors del moment angular orbital quantitzats, L segons l'equació:
{\displaystyle \mathbf {L} =n\cdot \hbar =n\cdot {h \over 2\pi }}
on n = 1, 2, 3, … i s'anomenava nombre quàntic principal. Aquesta fórmula no és correcta segons la mecànica quàntica donat que la magnitud del moment angular ve donada pel nombre quàntic azimutal. No obstant, els nivells d'energia són precisos y clàssicament corresponen a la suma de l'energia potencial del camp elèctric generat pel nucli atòmic i l'energia cinètica del electró.
El nombre quàntic principal n representa l'energia total de cada orbital i diferents orbitals atòmics poden tenir el mateix. No obstant, la distància al nucli s'incrementa per nivells d'energia d'orbital més alts. Anomenem capa d'electrons el conjunt d'orbitals amb el mateix valor n.
En la notació de la taula periòdica, les principals capes d'electrons són etiquetades amb les lletres:
K (n = 1), L (n = 2), M (n = 3), etc.
segons el seu nombre quàntic principal.

## Valors
En química, els valors n = 1, 2, 3, 4, 5, 6, 7 són emprats dins de la teoria de capes d'electrons. Si es descobrissin elements més enllà del període 7 de la taula periòdica (a principis de l'any 2021 no s'han descobert elements més enllà del oganessó amb nombre atòmic 118 de període 7) s'hauria d'incloure n = 8 (i potser també 9) per els nous elements.
En física atòmica, valors més alts de n pertanyen a estats excitats. En observacions del medi interestel·lar es poden veure línies espectrals de l'àtom d´hidrogen de l'ordre de centenars (s'han detectat fins a un valor de 766)